# Anancidae
Az Anancidae az emlősök (Mammalia) osztályának ormányosok (Proboscidea) rendjébe, ezen belül az elefántalakúak (Elephantiformes) alrendjébe és az Elephantoidea öregcsaládjába tartozó fosszilis család.
Korában az idetartozó nemeket és fajokat a szintén fosszilis Gomphotheriidae családba sorolták be, azonban a további kutatások bebizonyították, hogy közelebbi rokonságban állnak a mai elefántfélékkel (Elephantidae).

## Rendszerezés
A családba az alábbi 5 nem tartozik:
- †Anancus Aymard, 1855 - késő miocén-kora pleisztocén; Eurázsia, Afrika
- †Morrillia Osborn, 1924 - pleisztocén; Észak-Amerika
- †Paratetralophodon Tassy, 1983 - késő miocén-kora pliocén; Ázsia
- †Pediolophodon Lambert, 2007 - középső miocén; Észak-Amerika
- †Tetralophodon Falconer & Cautley, 1847 - miocén-pliocén; Eurázsia, Afrika

## Fordítás
- Ez a szócikk részben vagy egészben  az   Anancidae című angol Wikipédia-szócikk ezen változatának fordításán alapul.  Az eredeti cikk szerkesztőit annak laptörténete sorolja fel. Ez a jelzés csupán a megfogalmazás eredetét és a szerzői jogokat jelzi, nem szolgál a cikkben szereplő információk forrásmegjelöléseként.